# ガブリエウ・シウヴァ・ヴィエイラ
ガブリエウ・シウヴァ（Gabriel Silva）ことガブリエウ・シウヴァ・ヴィエイラ（ポルトガル語: Gabriel Silva Vieira、2002年3月22日 - ）は、ブラジルのサッカー選手。ポジションはFW。

## クラブ歴
SEパルメイラスの下部組織出身。2020年8月23日に行われたカンピオナート・ブラジレイロ・セリエAでルイス・アドリアーノに代わって途中出場し選手初出場。翌年3月3日にカンピオナート・パウリスタでプロ初得点を記録した。

## 代表歴
U-15代表として2017 南米U-15選手権、U-17代表として2019 南米U-17選手権に参加した。